# 布魯爾鎮區 (阿肯色州派克縣)
布魯爾鎮區（英語：Brewer Township）是位於美國阿肯色州派克縣的一個行政鎮區。

## 地方資料
布魯爾鎮區的面積為42.56平方千米，當中陸地面積為42.28平方千米，而水域面積為0.28平方千米。根據2010年美國人口普查的數據，當地共有人口309人，而人口密度為每平方千米7.26人。